# Cyclocardia nodulosa
Cyclocardia nodulosa är en musselart som först beskrevs av Dall 1919.  Cyclocardia nodulosa ingår i släktet Cyclocardia och familjen Carditidae. Inga underarter finns listade i Catalogue of Life.